# Mamute Yukagir

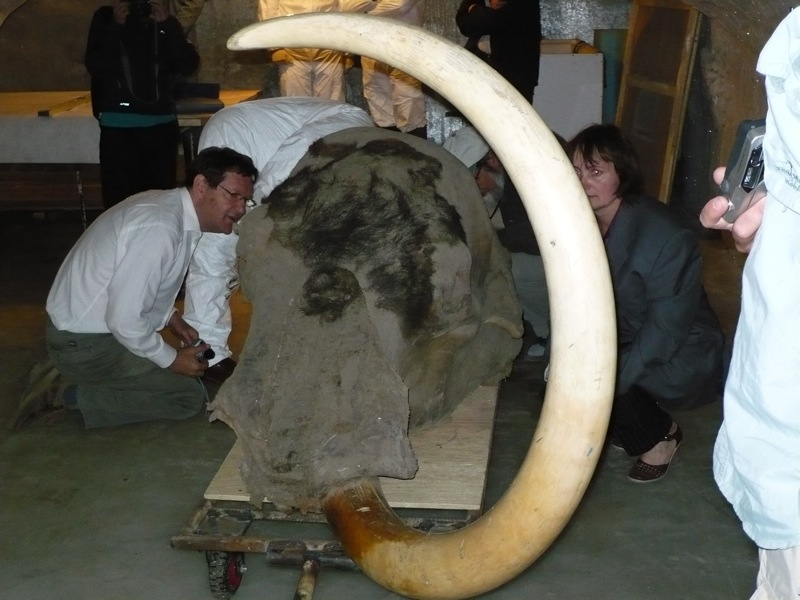
A cabeça do mamute Yukagir

Mamute Yukagir é um espécime de mamute macho adulto congelado encontrado no outono de 2002 no norte de Yakutia, na Sibéria Ártica, na Rússia. O nome dado ao mamute refere-se à vila da Sibéria perto de onde foi encontrado.

## Descoberta
A cabeça deste espécime, totalmente coberta de pele e muito bem preservada, foi descoberta pela primeira vez em 2002. Depois de ouvir sobre a descoberta, um explorador polar realizou a expedição com sua equipe para extrair os restos do permafrost. Um dos membros da equipe era o explorador polar francês "Mammoth-Hunter" Bernard Buigues, conhecido por realizar expedições ao Polo Norte, na Sibéria, desde os anos 90. Foram necessárias três viagens de escavação para reunir e montar o fóssil de Yukagir. Embora os restos de mamutes não sejam uma raridade, poucos são tão notáveis quanto este espécime.
A descoberta do mamute Yukagir é descrita como uma das maiores descobertas paleontológicas de todos os tempos, pois revelou que os mamutes lanosos tinham glândulas temporais entre a orelha e o olho e os restos bem preservados do mamute Yukagir, como o pé mostra que as solas dos pés continham muitas rachaduras que teriam ajudado a agarrar superfícies geladas durante a locomoção. Como os elefantes modernos, os mamutes lanudos eram Paenungulata, o que significa que andavam na ponta dos pés e tinham grandes almofadas carnudas atrás dos dedos. Entre outras descobertas, o mamute Yukagir mostrou que as espécies sofriam de espondilite em duas vértebras e osteomielite, também conhecida em alguns outros espécimes. Várias amostras apontaram que curaram fraturas ósseas, mostrando que os animais sobreviveram a essas lesões.
A tumba permafrost do mamute Yukagir preservava sua cabeça, presas, pernas dianteiras e partes de seu estômago e trato intestinal. De seus ossos e enormes presas, os cientistas que correram para o local (incluindo os  especialistas em mamutes Dick Mol e Larry Agenbroad) imaginaram que o mamute era um macho velho que, quando vivo, tinha mais de um metro e meio de altura no ombro e pesava de quatro a cinco toneladas. Além disso, os cientistas descobriram que o principal componente da refeição final do Yukagir era a grama, incluindo caules da família Poaceae. Surpreendentemente, como muitos restos florais do esterco, os caules mantêm sua cor e forma desde que o mamute lanoso os arrancou da tundra há cerca de 22.500 anos atrás. Com base na última refeição do mamute Yukagir, os cientistas foram capazes de descobrir fatos sobre os ancestrais do elefante e realizar uma reconstrução ambiental mostrando a importância dos fungos no processo de ciclagem de nutrientes na estepe gigantesca.
Os seguintes tipos de pesquisa foram acordados na reunião do Conselho Científico:
- Levantamentos geológicos e pedológicos do local, bem como pesquisas sobre o processo de fossilização;
- Pesquisa nas estruturas externas do mamute, bem como nas estruturas internas, utilizando métodos não-danosos;
- Pesquisa histológica, citológica e genética no tecido mole do mamute;
- Análise paleobotânica e paleoclimatológica;
- Pesquisa microbiológica no solo e no interior do mamute.

## Exposições
Desde que o Mamute Yukagir foi encontrado, ele foi transportado globalmente para fins informativos e educacionais. O espécime foi exibido em um esforço para entender a ligação entre a vida e o ambiente global com o tema da Expo - "Sabedoria da Natureza". Para mantê-lo preservado, a sala de exposições precisava ser mantida em -15° C. A Expo Mundial de 2005 foi realizada em Aichi, Japão, de 17 a 18 de novembro de 2005.